# Mogol Golf Club
De Mogol Golf Club is een golfclub in Lephalale, Zuid-Afrika. De club heeft een 18-holes golfbaan met een par van 72.
De fairways zijn beplant met kikuyugras, een tropische grassoort, en de greens met struisgras.

## Golftoernooien
- Bushveld Classic: 1991-1997